# The Bridge (álbum de Ace of Base)
The Bridge es el segundo álbum de estudio del grupo Ace of Base lanzado en 1995 bajo el sello BMG-Arista. Vendió más de cinco millones de copias.
Cuenta con quince canciones, de las cuales cuatro se lanzaron como singles (Beautiful Life, Never Gonna Say I´m Sorry, Lucky Love y My Déjà Vu). 
Durante la gira mundial de promoción el grupo dio un concierto en vivo en el Festival Internacional de la Canción de Viña del Mar (Chile) en febrero de 1996.

## Canciones
1. Beautiful Life - 3:40
2. Never Gonna Say I'm Sorry - 3:16
3. Lucky Love (Acoustic Version) - 2:54
4. Edge Of Heaven - 3:50
5. Strange Ways - 4:27
6. Ravine - 4:41
7. Perfect World - 3:56
8. Angel Eyes - 3:14
9. My Déjà Vu - 3:41
10. Wave Wet Sand - 3:20
11. Que Sera - 3:50
12. Just 'N' Image - 3:10
13. Experience Pearls - 4:00
14. Whispers In Blindness - 4:11
15. Blooming 18 - 3:40

- Datos: Q935844